# Wilson Township (Ohio)
Wilson Township ist eines von 13 Townships des Clinton Countys im US-Bundesstaat Ohio. Nach der Volkszählung im Jahr 2000 waren hier 581 Einwohner registriert.

## Geografie
Wilson Township liegt im Nordosten des Clinton Countys im mittleren Südwesten von Ohio und grenzt im Uhrzeigersinn an die Townships: Jasper Township im Fayette County, Richland Township, Union Township, Liberty Township und Jefferson Township im Greene County.

## Geschichte
Das Township wurde 1850 aus Teilen des Union-, Richland- und Liberty Townships gebildet. Benannt wurde es nach Amos Wilson einem frühen Siedler, der bereits 1796 in diese Gegend kam.

## Verwaltung
Das Township wird durch ein Board of Trustees, bestehend aus drei gewählten Mitgliedern, verwaltet. Zwei Personen werden jeweils im Jahr nach der Präsidentschaftswahl gewählt und eine jeweils im Jahr davor. Die Amtszeit dauert in der Regel vier Jahre und beginnt jeweils am 1. Januar. Daneben gibt es noch einen Township Clerk (zuständig für Finanzen und Budget), der ebenfalls im Jahr vor der Präsidentschaftswahl auf eine vierjährige Amtszeit gewählt wird. Dessen Amtszeit beginnt jeweils am 1. April.